# Jundiaí do Sul
Jundiaí do Sul – miasto i gmina w Brazylii, w stanie Parana. Znajduje się w mezoregionie Norte Pioneiro Paranaense i mikroregionie Jacarezinho.